# Je ne sais pas
Je ne sais pas è un singolo della cantante belga Lous and the Yakuza, pubblicato il 26 febbraio 2021.
Il brano, prodotto da Shablo, vede la partecipazione del rapper italiano Sfera Ebbasta.

## Video musicale
Il videoclip del brano, diretto da Wendy Morgan e girato presso villa Borsani a Varedo, è stato pubblicato il 15 marzo 2021 sul canale YouTube della cantante.

## Tracce
Testi e musiche di Marie-Pierra Kakoma, Gionata Boschetti e Pablo Miguel Lombroni Capalbo.
1. Je ne sais pas – 3:14

## Classifiche
| Classifica (2021) | Posizione massima |
| ----------------- | ----------------- |
| Italia            | 3                 |